# Vona (Colorado)
Vona es un pueblo de Colorado, en el condado de Kit Carson, en los Estados Unidos de América. Tiene una población de 95 habitantes según el censo estadounidense del año 2000.

## Geografía
Vona se localiza en las coordenadas 39°18′10″N 102°44′39″O / 39.302695, -102.744111.
Según datos de la oficina del Censo de los Estados Unidos, el pueblo tiene una superficie de 0.6 km².

## Demografía
De acuerdo con los datos del censo del 2000, contaba con 95 habitantes, 44 hogares y 28 familias residiendo en el pueblo. La densidad poblacional era de 166.7 habitantes por km² y unas 53 unidades habitacionales con una densidad promedio de 93.0/km². La composición étnica del pueblo era de un 90.53% blancos, 8.42% de otras etnias y 1.05% de dos o más etnias. Los hispanos o latinos de cualquier etnia representaban el 9.47% de la población.
El ingreso medio de un hogar en el pueblo era de 32,250 dólares y el ingreso medio por familia era de 41,000 dólares. Los hombres tenían un ingreso de 25,000 dólares frente a los 18,125 dólares que percibían las mujeres. El ingreso per cápita del pueblo era de 37,802 dólares. Ninguna familia y sólo el 8.5% de la población vivía por debajo de la línea de pobreza, que incluía a 9.4% de personas mayores de 64 años.

## Transportes
La interestatal 70 pasa al sur de Vona. La salida de Vona de la I-70 es la salida 412. Existen carreteras que la conectan con Seibert a través de Vona, Stratton y de Bethune a Burlington.